# 卢什涅
卢什涅，是阿爾巴尼亞中西部非夏爾州的一个市镇。该市镇包括11个行政分区，行政中心为卢什涅市。市镇面積为372.9平方公里，2011年人口数量为83,659人，卢什涅市的人口数量为31,105人。